# Наводнение в Хайдарабаде
Наводнение в Хайдарабаде — наводнение, произошедшее 14 октября 2020 года в нескольких районах города Хайдарабад (штат Телингана, Индия). В результате подтоплений, вызванных обильными дождями, погиб по меньшей мере 81 человек. 18 октября 2020 года очередной циклон вызвал ещё одно наводнение, в результате чего погибли ещё два человека.

## История
11 октября область низкого давления образовала депрессию над западно-центральной частью Бенгальского залива. Она ещё больше усилилась 12 октября, когда медленно двигалась с запада на северо-запад и вышла на берег в штате Андхра-Прадеш вблизи Какинади в первые часы 13 октября.

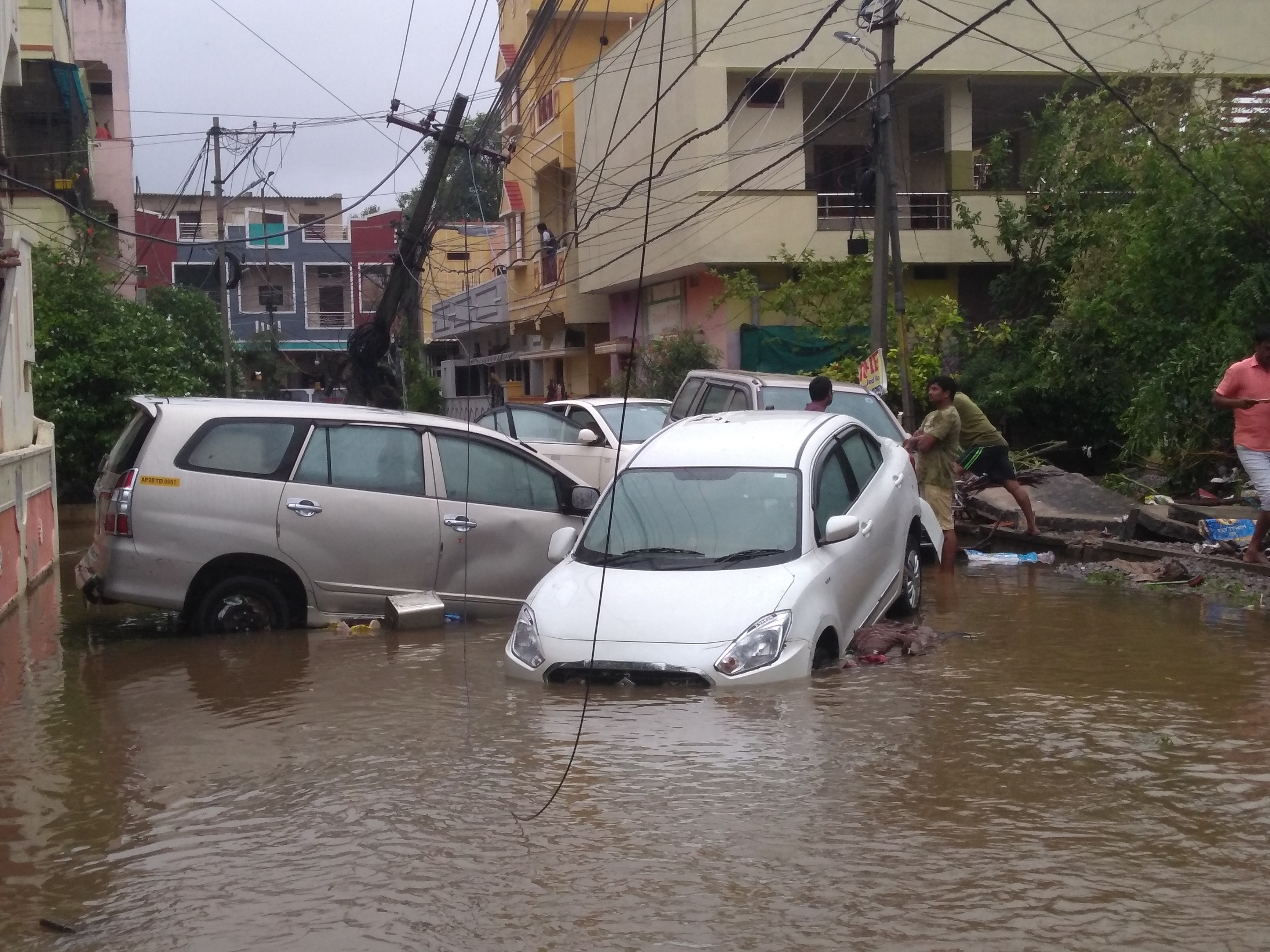
Автомобили на затопленной улице в Хайдарабаде

В результате образовавшегося циклона в регионах Пондичерри, Андхра-Прадеш, Телингана, Керала, Махараштра и Карнатака прошли сильные дожди 12 и 13 октября, а в Хайдарабаде проливной дождь привел к рекордному повышению уровня воды, который превысил предыдущий максимум на 32 см. В Виджаяваде погибли 2 человека, а в разных частях Телинганы погибло 50 человек, в том числе 19 — в Хайдарабаде. Кроме того, в Махараштре погибло двадцать семь человек. 18 октября в Хайдарабаде второй циклон убил ещё двух человек. Более 37 000 семей пострадали от второго наводнения.
Для преодоления последствий были задействованы 360 сотрудников Национальных сил реагирования на катастрофы, а также подразделения Индийской армии. Правительство Теланганы просило центральное правительство оказать помощь Хайдарабаду и прилегающим районам. 14 октября правительство Теланганы объявило двухдневные отпуска для всех работников, деятельность которых не была критически важной, из-за наводнения и призвало всех оставаться дома. Более 150 000 пакетов с продуктами питания были распределены в пострадавших от наводнения районах. Кроме того, 60 команд с двумя транспортными средствами на одну команду распространяли хлоид натрия и гипохлорит натрия в подвалах и на открытых площадках, чтобы не допустить развитие болезней, которые передаются водой и переносчиками инфекции.